# فيريس أشتون
فيريس أشتون (بالإنجليزية: Ferris Ashton)‏ هو لاعب دوري الرغبي أسترالي، ولد في 21 أغسطس 1926 في سيدني في أستراليا، وتوفي في 29 يناير 2013 في ميناء ماكواري في أستراليا.